# Сражение при Борго
Сражение при Борго (фр. Bataille de Borgo) — сражение между оккупационными французскими королевскими войсками и ополчением Корсиканской республики Паскуале Паоли, произошедшее 8 октября 1768 года южнее Бастии. 

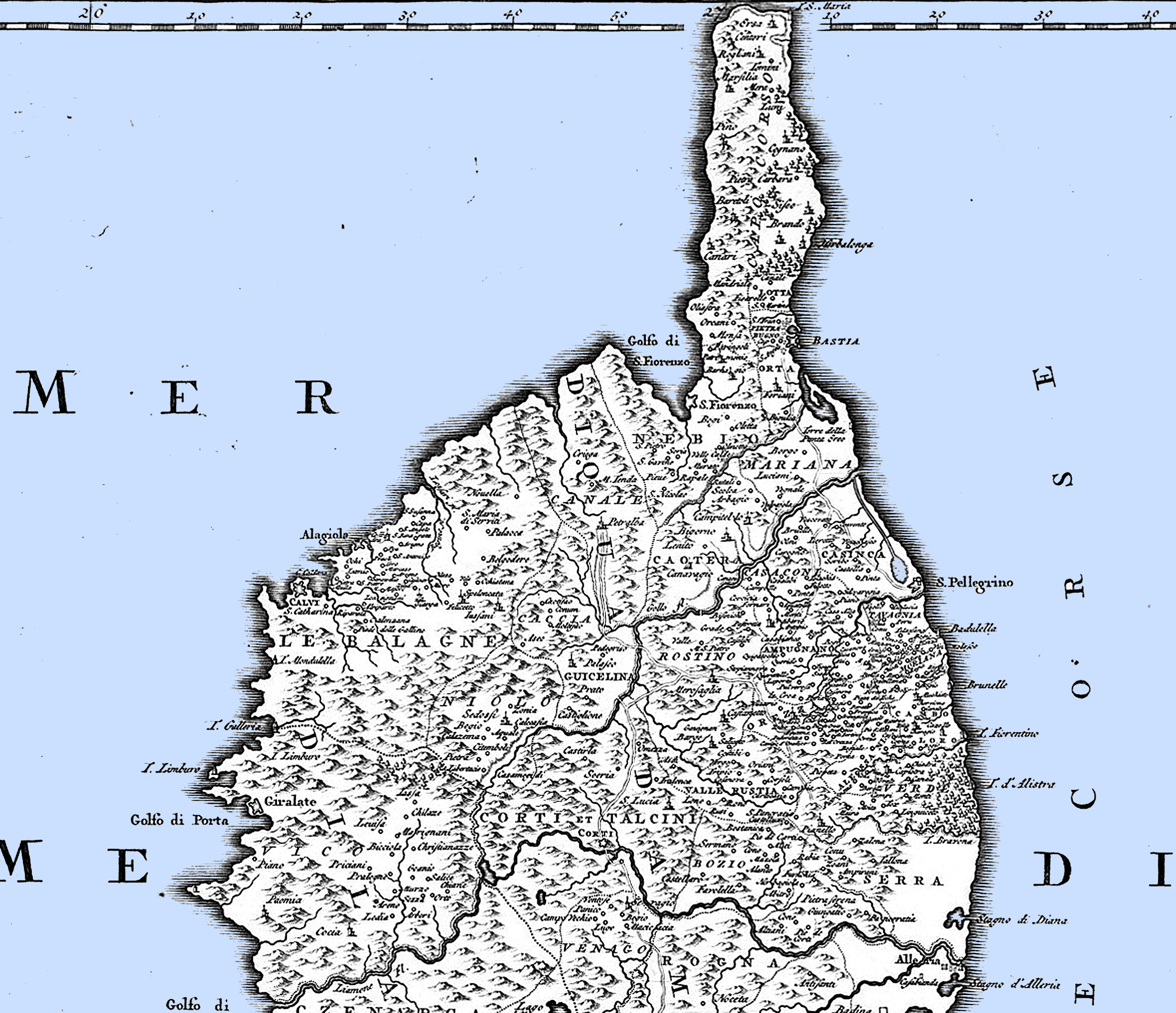
Карта северной Корсики. 1737 г.

15 мая 1768 года Генуэзская республика подписала договор, предоставлявший Франции суверенитет над островом Корсика. После высадки 28 августа у Сен-Флорана французских войск, которые быстро заняли Кап-Корс, корсиканцы начали боевые действия и вынудили французов эвакуировать Касинку. Однако последние сохранили передовой пост в Борго. В нём окопался французский отряд численностью 700 человек под командованием полковника де Людре в ожидании подкрепления. В октябре 1768 года Паскуале Паоли приказал всем своим силам двинуться к Борго, чтобы отбить его у захватчиков. Всего для нападения на пост собрались 4000 человек. Маркиз де Шовлен узнал о судьбе, ожидающей его соотечественников, и отправил на подкрепление в Борго де Гранмезона с 3000 человек. Основные дороги между Бастией и Борго находились под наблюдением корсиканцев. 
Сражение началось утром 8 октября и длилось десять часов. Французы тщетно пытались победить Паоли и его людей. Подкрепление сочло за лучшее отступить, а де Людре сдался. 600 человек были убиты, 1000 ранены и 600 взяты в плен. Корсиканцы захватили 9 пушек, мортиру, 1700 ружей и другие боеприпасы. 
Король Людовик XV был удивлен поражением и даже подумывал не предпринимать дальнейших вооруженных попыток включить Корсику в состав Франции, но герцог де Шуазель приложил все усилия, чтобы продолжить войну и исправить ущерб, нанесенный поражением его репутации.